# Volby do zastupitelstva města Kamenice nad Lipou 2010
Volby do zastupitelstva města Kamenice nad Lipou se konaly mezi 15. a 16. říjnem 2010. K volbám přišlo 1554 voličů. Bylo voleno 15 zastupitelů.
Vítězem voleb se stalo Sdružení nezávislých kandidátů Kamenice – Vaše volba (SNK-CELK) se ziskem 34,41 % hlasů, následovala Česká strana sociálně demokratická, která získala 29,57 %. Třetí v pořadí byla KSČM s výsledkem 17,3 % a jako čtvrtá a poslední strana se ziskem mandátů byla ODS se ziskem 17,2 % hlasů. Také kandidovala Suverenita – blok Jany Bobošíkové s ziskem 1,51 %.
Starostou se stal Ivan Pfaur z SNK-CELK.

## Výsledky
| Strana                             | Hlasy | %      | Mandáty | +/- |
| ---------------------------------- | ----- | ------ | ------- | --- |
| SNK Kamenice – Vaše volba          | 7297  | 34,41% | 5/15    | 1▲  |
| Česká strana sociálně demokratická | 6270  | 29,57% | 5/15    | 2▲  |
| Komunistická strana Čech a Moravy  | 3669  | 17,30% | 3/15    | ▬   |
| Občanská demokratická strana       | 3648  | 17,20% | 2/15    | 1▼  |